# Skånska mord
Skånska mord är en svensk TV-serie från 1986 som handlar om fem mördare. Skådespelaren Ernst-Hugo Järegård spelar mördaren i tre av dessa; Hurvamorden, Esarparen och Veberödsmannen. Karin Nordström och Göte Fyhring gör också flera återkommande roller.

## Avsnitt 1. Esarparen

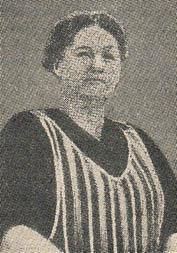
Esarparens hustru, Hanna Andersson

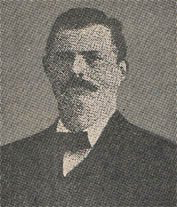
Esarparen Nils Andersson

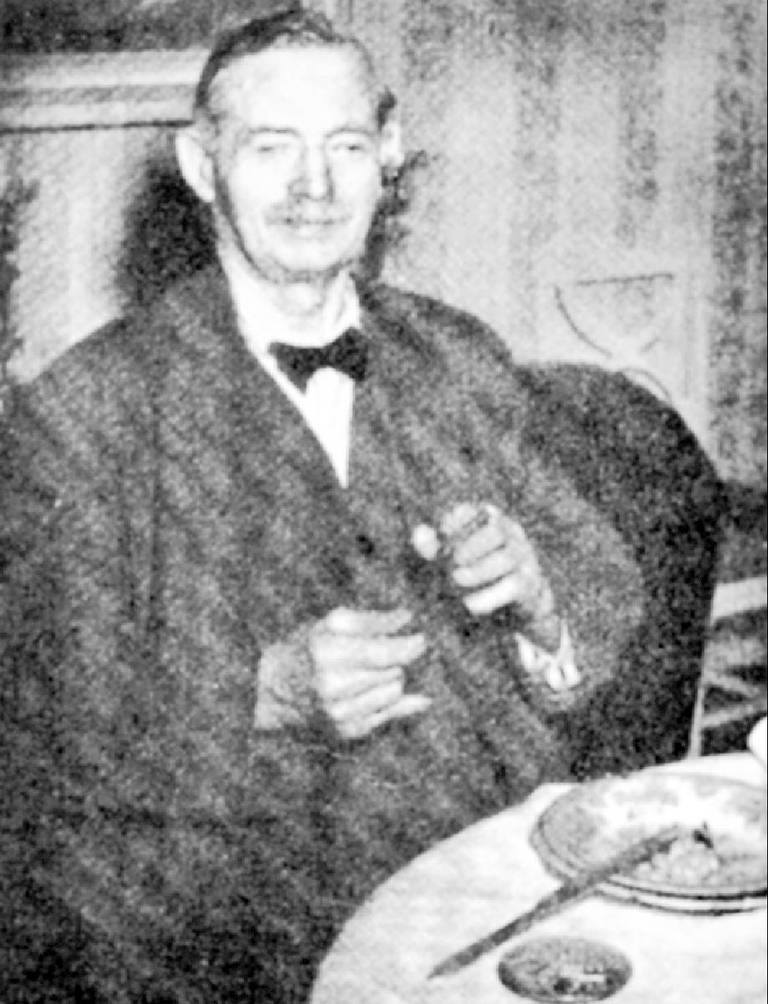
Esarparen Nils Andersson, frigiven år 1947

Manus: Max Lundgren, regi: Richard Hobert.
Esarparen kallades mjölnare Nils Andersson i Esarp. Han var gift men hade ett förhållande med pigan på gården och fälldes för att 12 februari 1932 ha mördat sin fru Hanna Andersson, genom att dränka henne i bäcken hemma på gården. Häradsrättsdomaren ansåg att Andersson var skyldig till både mord och otukt med ungdom. Andersson dömdes på indicier till fängelse, där han arbetade i snickeriverkstaden och tillverkade fågelholkar. Han beviljades resning och en ny rättegång i november 1947, då förklarades Esarparen för icke skyldig och beviljades ett skadestånd för åren han suttit i fängelse. Filmen har två olika alternativa slut. Ett där han aktivt dränker henne, och ett där hon ramlar, men att han står och tittar på när hon försöker ta sig upp, och väljer att gå därifrån utan att hjälpa till.

### Rollista
- Ernst-Hugo Järegård – Nils Andersson
- Karin Nordström – Kerstin
- Halvar Björk – Domaren 1932
- Sigge Cederlund – Kommissarien
- Bertil Thiwång – Olsson dräng
- Kajsa Reingardt – Elin Nilsson
- Majlis Granlund – Hanna Andersson
- Dan Tillberg – John Nilsson Chaufför
- Folke Lindh – Den skuldsatte
- Carl-Åke Eriksson – Bengtson Portieren
- Ewa Nilsson – Dam
- Ann Johnsson – Dam
- Vanja Rodefeldt – Elins mor
- Tore Fritiofsson – Elins Far
- Jan Erik Lindqvist – Åklagaren 1932
- Bertil Norström – Advokaten 1932
- Bengt Schött – Nils Sjölin
- Kjell Pehrsson – En fångvaktare
- Kåre Sigurdson – Elins Make
- Tom Ahlsell – Advokaten 1947
- Erik Larsson – Åklagaren 1947
- Lars-Erik Friberg – Domaren 1947
- Henric Holmberg – Redaktören 1953
- Marianne Hedengrahn – Kvinnan 1953

## Avsnitt 2. Veberödsmannen
Manus: Max Lundgren, regi: Jan Hemmel.
Den 1 oktober 1902 slogs mjölnaren Bengt Larsson, Blentarp, ned med en skiftnyckel i sin kvarn av grannen och kvarnägaren Martin Svensson, som därpå hissade upp den ännu levande Larsson i en bjälke och tände därpå eld på Larssons kvarn och lät honom brinna inne. Motivet var att Larsson var mer populär bland kvarnkunderna än Martin själv. Bengt Larsson bjöd ofta kunderna på kaffe under väntetiden medan Martin Svensson var saktfärdig i leveranserna och drygade ut den malda säden med grus.
Med ömsom lock och ömsom hot gjorde Martin Svensson sig ett namn, att alltid ligga steget före såväl makthavare som allmänhet. Ingen nekade honom en uppgörelse för då visslade "en djävel i luften" såsom Martin uttryckte det när han och fyra andra satt och åt på en av Malmös finare restauranger. Han var allmänt känd som en ganska fryntlig karl, en människa som hade lätt för att skratt. Men han var en dubbelnatur. Han var känd som en slagskämpe och ägde en förmåga att öva inflytande på andra — även utan hjälp av våld — som nästan kunde betecknas som magisk. Alla var rädda för honom, föll undan för honom, hjälpte honom motvilligt med hans alltmer brottsliga gärningar. När han äntligen anhölls och häktades kändes det som en lättnad i bygden. Folket i Veberöd kunde andas ut. Häktningen skedde nästan på 25-årsdagen efter mordet på Bengt Larsson och avslöjade en långvarig kriminell verksamhet som omfattade mordbränder, försäkringsbedrägerier, förfalskningar och kröntes av mordet på hans hushållerska Emma Andersson i september 1927. Han dömdes till livstids straffarbete, som han avtjänade på Långholmens centralfängelse. Han avled 1934 och begravdes på Dalby kyrkogård i nuvarande Lunds kommun.

### Rollista
- Ernst-Hugo Järegård – Martin Svensson
- Karin Nordström – Emma Andersson Hushållerska
- Göte Fyhring – Krogkumpan
- Kenneth Milldoff – Möllaren Bengt Larsson
- Catherine Jeppsson – Selma, Martin Svenssons dotter
- Carl Billquist – Krogkumpan
- Kim Sulocki – Emil Svensson
- Cecilia Hjalmarsson – Möllaren Bengt Larssons Hustru
- Bengt Olsson – Chauffören
- Björn Ottosson – Harald
- Lars-Göran Ragnarsson – Olle, Selmas man
- Lars Väringer – Pisse-Nisse
- Jörgen Darfelt – Krogkumpan
- Nina Gunke – Flickan på krog
- Kirsten Roth – Servitrisen
- Håkon Svenson – Förhörsledare
- Anders Hallström – Skrivaren
- Hans Villius – Berättarröst

## Avsnitt 3. Hurvamorden
Manus: Max Lundgren, regi: Jan Hemmel.
Tore Hedin var vikarierande polisman i Tjörnarp när de beryktade "Hurvamorden" ägde rum i augusti 1952. I sin tjänst på polisstationen i Tjörnarp hade Tore annars gott renommé. Han hade tjänsten på prov och allt lutade mot att han också skulle få fortsätta som polis i Tjörnarp när prövotiden var förbi. Sitt första mord begick han en natt mot en boende i trakten som Tore kände väl. Ungkarlar emellan spelades det kort men Tore behövde pengar och rånmördade därför bekanten samt satte eld på hans bostad.
Privat var Tore mycket blyg av sig när det gällde kärleken och inte blev detta bättre av när hans blivande var likadan. Ett av Tores intressen var att ta väl vara på den bil han hade i sin ägo. Med denna tog han sin käresta Karin ut på otaliga utflykter. Han hade dock svårt för att hon rökte. Tore var perfektionist och tyckte att "sådana dumheter" borde man lägga av med i vuxen ålder. När Tore sedermera ansåg sig försmådd av sin älskade tog han en gruvlig hämnd. Han mördade både henne och föreståndarinnan för ålderdomshemmet i Hurva där hon arbetade, samt satte eld på detta vilket fick till följd att ett antal äldre innebrändes. Han fortsatte beslutsamt och gjorde likadant med sina föräldrar och dränkte sig slutligen i Bosarpssjön.
Avskedsorden som låg i hans bil löd:
Telefonen ringer - polisen springer
men
vill ni lösa en gåta - får ni leta i det våta.
Med hopp om att bli förstådd slutar jag härmed min sorgliga levnad.
Tore Hedin

### Rollista
- Ernst-Hugo Järegård – Tore Hedin
- Karin Nordström – Agneta föreståndarinna
- Göte Fyhring – bridgespelare
- Rune Ek – Tores far
- Ann Gelbar – Tores mor
- Carl Billquist – Bridgespelare
- Gunilla Poppe – Bridgespelare
- Lena Lindgren – Bridgespelare
- Håkan Mohede – Allan Svensson
- Georg Årlin – Landsfiskalen
- Stellan Sundahl – Polis
- Rolf Rang – Polis
- Olle Lind – Bengtsson
- Thomas Ungewitter – Flodqvist
- Nils Ahlroth – Allans far
- Kerstin Birde – Journalisten
- Kerstin Görander – Vittnet
- Gustaf Appelberg – Chauffören
- Anette Norberg – Karin
- Christian Zell – Fjärdingsmannen

## Avsnitt 4. Yngsjömordet
Manus: Max Lundgren, regi: Richard Hobert.
Sedan fadern dött lever mor och son i ett förhållande. När sonen Pär så småningom gifter sig med Hanna Johansdotter drabbas Pärs mor Anna av svår svartsjuka. Det hela leder till att de mördar Hanna. Brottet uppdagas och samhällets straff blir hårt.

### Rollista
- Kenneth Milldoff – Dräng på dansen
- Ann Gelbar – Grave-Karina
- Catherine Jeppsson – Flicka på dansen
- Halvar Björk – Gothard
- Kajsa Reingardt – Hanna Johansdotter
- Sigge Cederlund – Bröllopspräst
- Bertil Thiwång – Jöns dräng
- Gunilla Poppe – Johan Olssons hustru
- Kjell Pehrsson – Simon en granne
- Kirsten Roth – Mia, piga
- Georg Årlin – Prosten
- Mimmo Wåhlander – Anna Månsdotter
- Christian Fex – Per Nilsson
- Yvonne Eklund – Gothards hustru
- Evert Lindkvist – Johan Olsson
- Lotta Reingardt – Johan Olssons dotter
- Annette Krstofferson – Johan Olssons dotter
- Nina Nelson – Grannkvinna
- Fylgia Zadig – Anna Månsdotters mor
- Leif Forstenberg – Skitte-Hans
- Bertil Malmquist – Länsman
- Bror T Borgström – Unge prästen

## Avsnitt 5. Bessingemordet
Manus: Max Lundgren, regi: Leif Krantz.
Under sin uppgörelse med Gud tycker en fattig hemmansägare och smed sig se att Gud ger honom rätt att mörda. Den 28 november 1881 sköts den skånske bonden och kyrkvärden Ola Månsson, Bessinge, till döds med ett skott genom ett fönster i hans hem. Skytten Jakob Persson Eld hade fått i uppdrag av sin systerson Per Pålsson Sjöstedt, att skjuta Månsson. Sjöstedt och Else Nilsdotter Månsson, den mördades hustru, önskade ta över och driva Månssons gård vidare.
Alla tre, skytten och anstiftarna, dömdes till döden genom halshuggning. Elses dödsdom stod fast, då hon som offrets hustru inte kunde uppge något förmildrande. Hon valde att istället begå självmord genom att hänga sig i cellen några timmar innan halshuggningen skulle ske. De bägge männens straff omvandlades till livstids straffarbete. Efter 26 år i fängelse, 1908, benådades de.

### Rollista
- Göte Fyhring – Prästen, Berättaren
- Rune Ek – Jakob Persson Eld
- Vanja Rodefeldt – Johanna
- Jörgen Darfelt – Soldat
- Marianne Wesén – Else Nilsdotter
- Mats Eklund – Per Påhlsson Sjöstedt
- Arne Strömgren – Ola
- Inga Berggren-Kruuse – Lovisa
- Leif Hedberg – Fjärdingsman
- Åke Jörnfalk – Kyrkvärden
- Bengt Brunskog – Domaren
- Anna Sällström – Jakob Persson Elds hustru
- María Árnadóttir – Grannkvinnan
- Bill Hugg – Soldat
- Maria Stefansson – Piga
- Carina Johansson – Piga
- Emma Kronqvist – Jakob Persson Elds dotter